# Fibbiana
Fibbiana è una frazione nel comune di Montelupo Fiorentino, nella città metropolitana di Firenze, di circa 3 500 abitanti, situata lungo la strada statale 67 Tosco Romagnola. Dista circa 20 chilometri dal capoluogo metropolitano.

## Geografia fisica

### Territorio
Caratterizzata prevalentemente da territorio pianeggiante, Fibbiana è situata lungo la piana dell'Arno ed è accarezzata dal fiume stesso.

## Storia
Il territorio dove oggi sorge il borgo di Fibbiana è stato abitato fin dall'antichità, ed è il frutto del susseguirsi di civiltà che nel tempo lo hanno "addomesticato" trasmettendogli non solo le proprie tecniche agricole ma anche cultura, società e fede.

### Origini
Il toponimo è citato nei documenti antichi come Fibiana (Santa Maria di -, 1289), Fabiana (1286) e, forse, Flaviana (1492). L'etimo è probabilmente *(villa) Flaviana (*Flāviāna agg. da Flāvius). Potrebbe derivare anche da *(villa) Fabiana (Fabiāna agg. da Fabius, sebbene in questo caso ci si sarebbe aspettati *Fabbiana), mentre è improbabile l'etimologia popolare che derivi da "fibula", una specie di cintura. Il toponimo probabilmente risale, come molti altri prediali italiani, alla tarda antichità o all'alto Medioevo.
La prima menzione del toponimo si ha nel 780 quando alcuni nobili pisani, di stirpe longobarda, fondarono a Calci presso Pisa in località Cerasiolo un monastero dedicato a san Savino. Per costituirne la dote gli donarono le loro proprietà fondiarie, dette curtes, situate nel territorio diocesano fiorentino a Empoli, Pontorme e Fibbiana. La cessione di una curtis non si esauriva in un semplice passaggio di beni immobili, ma coinvolgeva anche la cessione dei diritti vantati sui contadini della zona, che andavano dalla riscossione di decime all'obbligo di lavorare la terra del signore.
Possiamo supporre che l'esistenza di un'azienda fondiaria in questa località possa risalire all'età imperiale; in seguito all'occupazione longobarda questa si sarebbe organizzata secondo il sistema curtense e, denominandosi con il toponimo ereditato dai secoli precedenti, sarebbe divenuto dominio della badia di Calci.
Le diocesi ecclesiastiche nascevano con lo scopo di definire territorialmente le anime affidate alla cura del vescovo, riprendendo l'organizzazione amministrativa romana che poneva la città come centro della vita sociale e religiosa del proprio territorio; tuttavia già dal V secolo le diocesi italiane disseminarono il proprio territorio di plebes (cioè chiese del popolo), le quali, custodite collegialmente da un gruppo di chierici, divenivano il punto di riferimento per la circoscrizione a loro affidata.
Queste chiese erano officiate da sacerdoti (chiamati rettori) scelti dai fondatori dell'edificio sacro e dai loro successori (detentori del cosiddetto diritto di patronato) tra i canonici della pieve di appartenenza. Il diritto di patronato divenne presto il simbolo della preminenza dei grandi signori laici ed ecclesiastici nelle piccole realtà locali.
Nel contesto territoriale di Fibbiana, nel V secolo furono istituite due pievi: una pieve intitolata a sant'Andrea fu probabilmente innalzata a Empoli, mentre un'altra dedicata a san Ippolito sorse allo sbocco della val di Pesa.
Le pievi mantennero a lungo la loro centralità nella vita religiosa delle campagne, anche quando queste si disseminarono di piccole cappelle nate col concorso di proprietari locali, e destinate alla sola celebrazione delle funzioni ordinarie. Anche a Fibbiana fu edificata una cappella di questo tipo, e ciò avvenne prima del 1192, quando la chiesa di Santa Maria viene attestata per la prima volta nella bolla con cui papa Celestino III conferma i privilegi dei canonici empolesi, elencando tutte le chiese dipendenti dalla pieve di Sant'Andrea.
Tra i canonici della pieve figuravano i potenti conti Alberti di Capraia, signori del vicino castello di Pontormo, erano col tempo divenuti i più importanti signori fondiari di Fibbiana, riuscendo a ottenere nel 1250 la terza parte del patronato sulla chiesa in aperto contrasto con la badia di San Savino; abbiamo parlato di terza parte del patronato, perché un nuovo attore si era affacciato sulla scena delle lotte per il controllo della rettoria di Fibbiana; infatti da due rogiti notarili del 1398 e del 1401 apprendiamo che a partire da un momento non ben definito il patronato della chiesa era stato diviso a metà tra i monaci della badia e alcuni rappresentanti del popolo; si tratta della prima azione compiuta in comune dai popolani fibbianesi, che in questo modo si vollero appropriare di una parte di quel potere che investiva il bene che sentivano più vicino alla loro vita di tutti i giorni, la loro chiesa.

### Dal Trecento al Cinquecento
Col tramonto degli ultimi potenti signori feudali Fibbiana venne inserita nel sistema amministrativo della Respublica fiorentina, entrando a far parte del vicariato di Certaldo e della podesteria di Montelupo, che assunse quel ruolo di capoluogo destinato a durare fino all'odierna ripartizione amministrativa.
Firenze divenne il punto di arrivo delle famiglie emerse all'interno dei borghi rurali, che vedevano nelle città il modo per poter consolidare il loro prestigio e accedere ai ben remunerati incarichi politici. 
Tra queste una famiglia di origine fibbianese, i Mannelli, passò nel giro di un secolo dal ruolo di piccoli proprietari contadini a quello di grande famiglia cittadina; sostituitisi probabilmente già a partire dalla fine del XIII secolo ai conti di Capraia nel controllo della proprietà fondiaria, i Mannelli si trasferirono in città nel corso del secolo successivo, entrando nel novero delle grandi famiglie.
A conferma di questo ruolo preminente detenuto in Fibbiana dai Mannelli, è il documento con cui nel 1398 i capifamiglia di Fibbiana concessero ai Mannelli la procura della loro parte di patronato, procura che divenne perpetua nel 1401; evidentemente i contadini non erano più in grado di provvedere alle spese di ampliamento e ristrutturazione della propria chiesa e demandarono ad altri questa responsabilità.
Durante gli anni della ascesa dei Mannelli nella città di Firenze, non si hanno molte notizie sulla chiesa di Santa Maria; tuttavia due date ci offrono una visuale importante sul suo stato. Nel 1462 e poi nel 1508 la cura delle anime di Fibbiana venne affidata ai rettori delle vicine chiese di Riottoli e dell'Ambrogiana, relegando a un ruolo decisamente minore la chiesa di Santa Maria. 
Un periodo certamente di crisi per la chiesa di Fibbiana e fiorentina più in generale, dal momento che notevole fu in questi anni il numero delle chiese vacanti per mancanza di benefici e sacerdoti; crisi che si accentuò con gli scismi e le predicazioni riformatrici e protestanti.

### Da Cinquecento al Seicento
Il periodo storico che va sotto il nome di Controriforma e che abbraccia la seconda metà del Cinquecento e la prima metà del secolo successivo è per Fibbiana alla base dello sviluppo delle tradizioni religiose che sono giunte fino a oggi. 
La Controriforma, infatti, prendendo coscienza della crisi in cui era entrata la Chiesa, riorganizzò il culto a ogni livello, dando forza alle volontà dei laici di poter avere un ruolo più attivo nella vita della pastorale locale. 
Questo slancio si manifestò in Fibbiana proprio pochi anni dopo la fine del concilio tridentino, quando in seguito alla visita pastorale di monsignor Binnarino del 1576 la chiesa di Santa Maria venne elevata al rango di prioria; si trattava del definitivo riconoscimento dell'autonomia pastorale, e da quel momento un sacerdote avrebbe dimorato stabilmente nella canonica, senza più obblighi nei confronti della collegiata empolese. 
La presenza di un proprio pastore, vicino ai bisogni e alle fatiche quotidiane dei fedeli, fu il presupposto di una nuova riorganizzazione che favorì la formazione di iniziative laicali e in particolare della nascita di congregazioni e compagnie di carità.
Con l'erezione a prioria vennero salvaguardati i diritti di patronato, anche se col passare degli anni alcuni cambiamenti avevano investito i suoi patroni più antichi. La Badia di San Savino aveva lentamente perso la propria autonomia e nel 1561 venne definitivamente soppressa con un motu proprio del granduca Cosimo I, il quale assegnò il suo patrimonio all'Ordine dei cavalieri di Santo Stefano. Il potente ordine equestre con sede a Pisa e culla delle nobili famiglie toscane, ereditò dai monaci anche il patronato sulla chiesa di Fibbiana, portando nel paese una presenza nuova e prestigiosa, capace di provvedere alle spese della ricostruzione della nuova chiesa, che venne riconsacrata il 3 febbraio 1590, festa di san Biagio.
La famiglia Mannelli continuò a esercitare la propria parte di patronato; nel 1581, i nobili fiorentini vollero edificare nella nuova chiesa una cappella di famiglia, ufficiata da un loro cappellano. Questi negli anni successivi fu un prezioso collaboratore per il priore, ed è significativo che la nuova realtà parrocchiale e la crescita demografica degli abitanti abbiano richiesto la presenza e l'attività di due sacerdoti, la cui attività pastorale poté essere di conforto durante i difficili anni della peste "manzoniana" del 1630.

### Dal Settecento all'età moderna
Il primo documento che ci permette di mostrare in modo completo chi fossero gli abitanti di Fibbiana e la loro distribuzione sul territorio è il primo stato d'anime conservato nell'archivio parrocchiale risalente all'anno 1756. Analizzando questo documento, si può constatare come gli abitanti di Fibbiana fossero per più della metà affittuari e abitassero in nuclei familiari di piccolo numero che si concentravano sulla strada che va dalla chiesa alla villa Mannelli.
Poche erano le famiglie che nei secoli precedenti aveva resistito al dilagare della proprietà cittadina e avevano mantenuto il controllo diretto sulle proprie abitazioni; tra queste troviamo le famiglie Nardi e Nardini, le cui proprietà si concentravano rispettivamente "al moro" e alle "botteghe nuove", sulla strada che conduceva al porticciolo sull'Arno. 
I Nardi, meritandosi il titolo gentilizio di "signore", rappresentano la famiglia più benestante tra i piccoli proprietari fibbianesi, arricchitisi svolgendo traffici commerciali via fiume tra Firenze, Pisa e Livorno. Inoltre assieme ai Nardini custodivano i capitoli e i libri della congregazione della Santa Croce, occupando una posizione preminente anche nella vita parrocchiale. 
Altre famiglie che emergevano per le loro proprietà erano i Guerri e i Pigoli, i quali nominarono con le loro case due borghi del paese. I Nannelli sono presenti sul territorio dalla fine del cinquecento e dalla metà dell'Ottocento hanno un'attività di rivestizione ed imballaggi per vino che li porterà ad aprire due importanti vetrerie a Empoli ai primi del novecento.
Una particolare menzione merita la famiglia Castellani, divisa in più rami, che fonda la propria antichità sulla proprietà di una delle case più antiche, ovvero quella prospiciente la chiesa sulla piazza principale. Su tutto si stagliava l'imponente presenza delle due ville signorili, la villa Uguccioni e soprattutto la villa Mannelli, con la sua fattoria, i suoi poderi e la sua cappella.
È da notare che solo un terzo degli abitanti fosse compreso tra le famiglie mezzadrili, le quali ruotavano principalmente attorno alla fattoria Mannelli costituendo i nuclei familiari più ampi; tra esse spicca la famiglia di Bastiano Nardini contadino in località "in piano" con ventidue componenti. Questa struttura sociale, che grazie ai piccoli proprietari di terre garantiva il lavoro alle molte famiglie di pigionali, visse incontrastata fino a pochi decenni fa, e non è forse casuale che le prime fabbriche sorte a Fibbiana siano nate in forma cooperativa, volendo così mantenere quella mutualità che affonda le proprie radici nel passato e che è ancora viva nei ricordi dei fibbianesi di oggi.

## Monumenti e luoghi d'interesse
- Chiesa di Santa Maria
- Teatro Aurora